# Longitarsus insolens
Longitarsus insolens är en skalbaggsart som beskrevs av Horn 1889. Longitarsus insolens ingår i släktet Longitarsus och familjen bladbaggar. Inga underarter finns listade i Catalogue of Life.